# Baraki
Baraki är en ort i Algeriet.   Den ligger i provinsen Tipaza, i den norra delen av landet, 11 km sydost om huvudstaden Alger. Baraki ligger 22 meter över havet och antalet invånare är 105 402.
Terrängen runt Baraki är huvudsakligen platt, men västerut är den kuperad.Runt Baraki är det mycket tätbefolkat, med 8 342 invånare per kvadratkilometer. Närmaste större samhälle är Alger, 10,7 km nordväst om Baraki. Trakten runt Baraki består till största delen av jordbruksmark.